# Arimetus
Arimetus es un género de insectos coleópteros de la familia Chrysomelidae.

## Especies
Las especies de este género son:
- Arimetus angulatus Laboissiere, 1922
- Arimetus apicalis Weise, 1917
- Arimetus conradti Jacoby, 1903
- Arimetus costulatus Laboissiere, 1922
- Arimetus jacobyi (Gahan, 1909)
- Arimetus tuberosus Laboissiere, 1929